# Weil der Stadt
Weil der Stadt is een gemeente in de Duitse deelstaat Baden-Württemberg, gelegen in het Landkreis Böblingen. De stad telt 19.107 inwoners.

## Geografie
Weil der Stadt heeft een oppervlakte van 43,17 km² en ligt in het zuidwesten van Duitsland.

## Naam
De merkwaardig aandoende naam Weil der Stadt luidde aanvankelijk nog correct Weil die Stadt (Weil de stad; Stadt is vrouwelijk, daarom is het in de nominatief die Stadt) ter onderscheiding van andere plaatsen met de naam Weil, zoals Weilimdorf en Weil im Schönbuch. Daar oorkondes vaak met zu Weil der Stadt (te Weil die Stadt) werden ondertekend en constructies als nach Weil der Stadt en aus Weil der Stadt (naar/uit Weil die Stadt) veel voorkwamen, versteende de datief-vorm der, die na deze voorzetsels correct is, in de naam.

## Geschiedenis
Weil der Stadt is de geboorteplaats van onder andere de astronoom en wiskundige Johannes Kepler en de reformator Johannes Brenz. In de stad bevinden zich zowel een Kepler-Museum als een naar Kepler genoemde sterrenwacht.

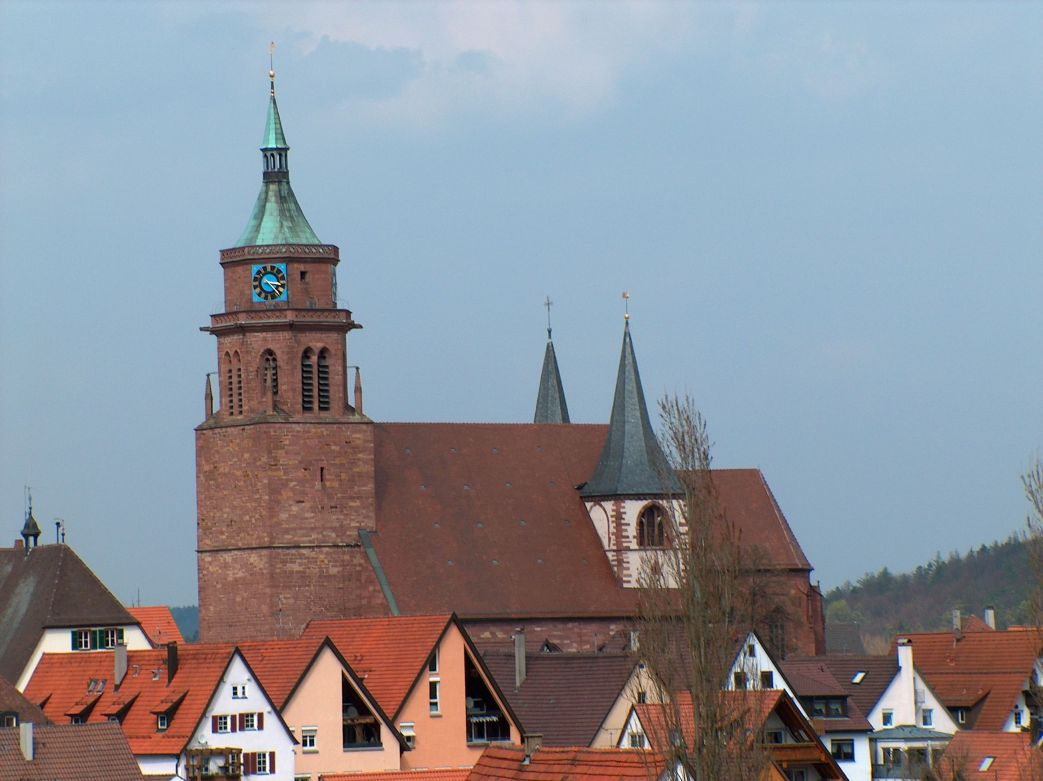
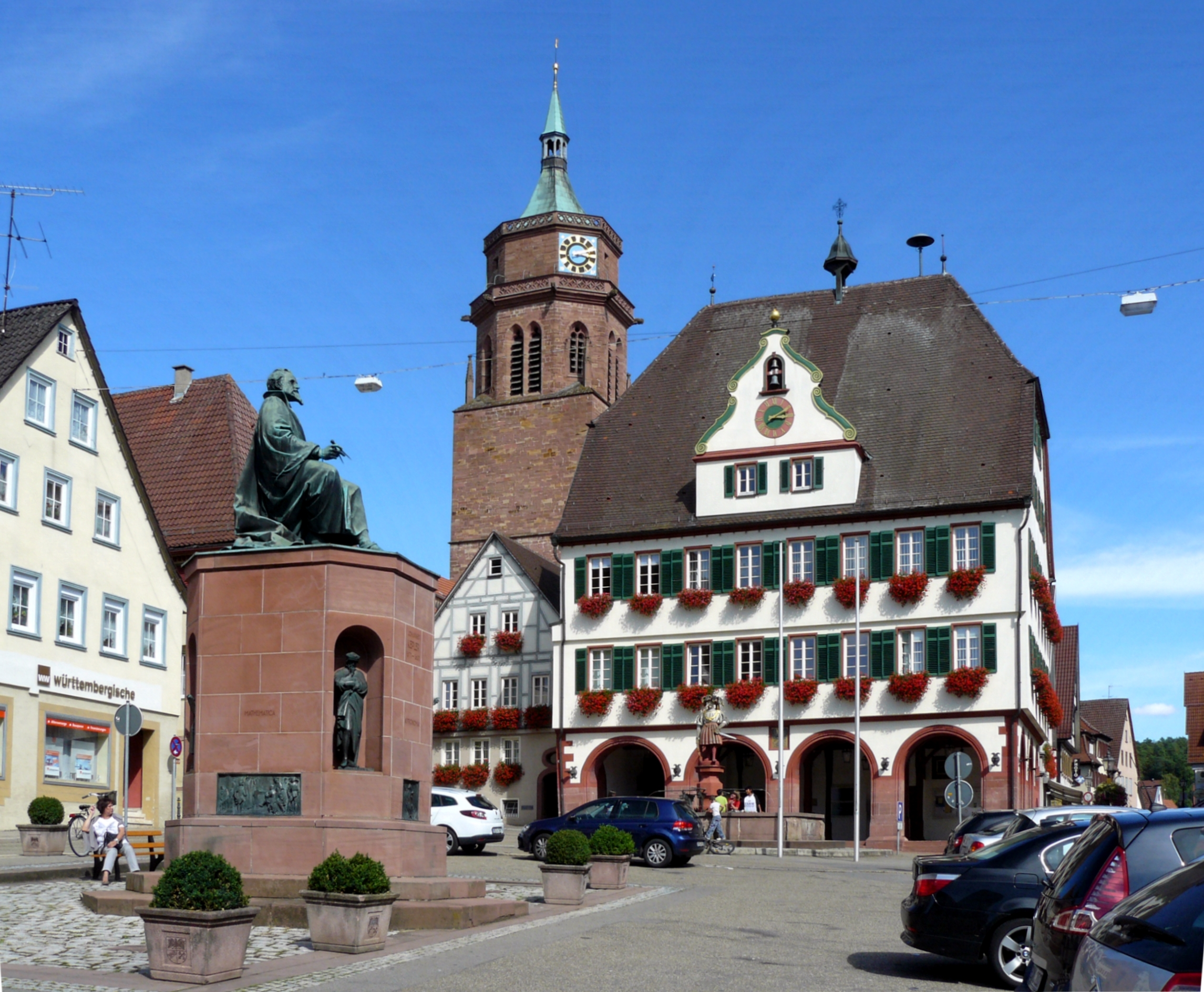
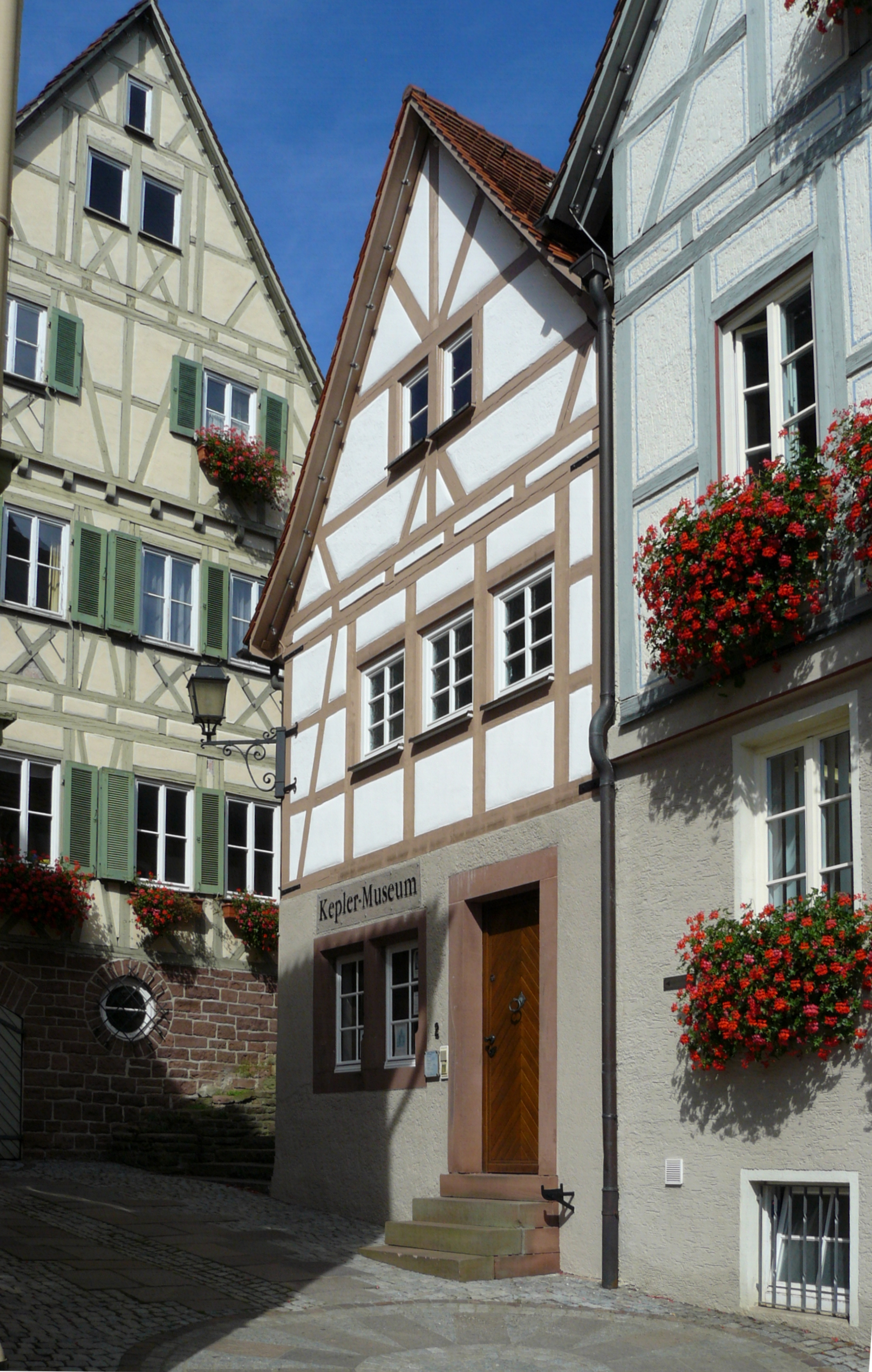
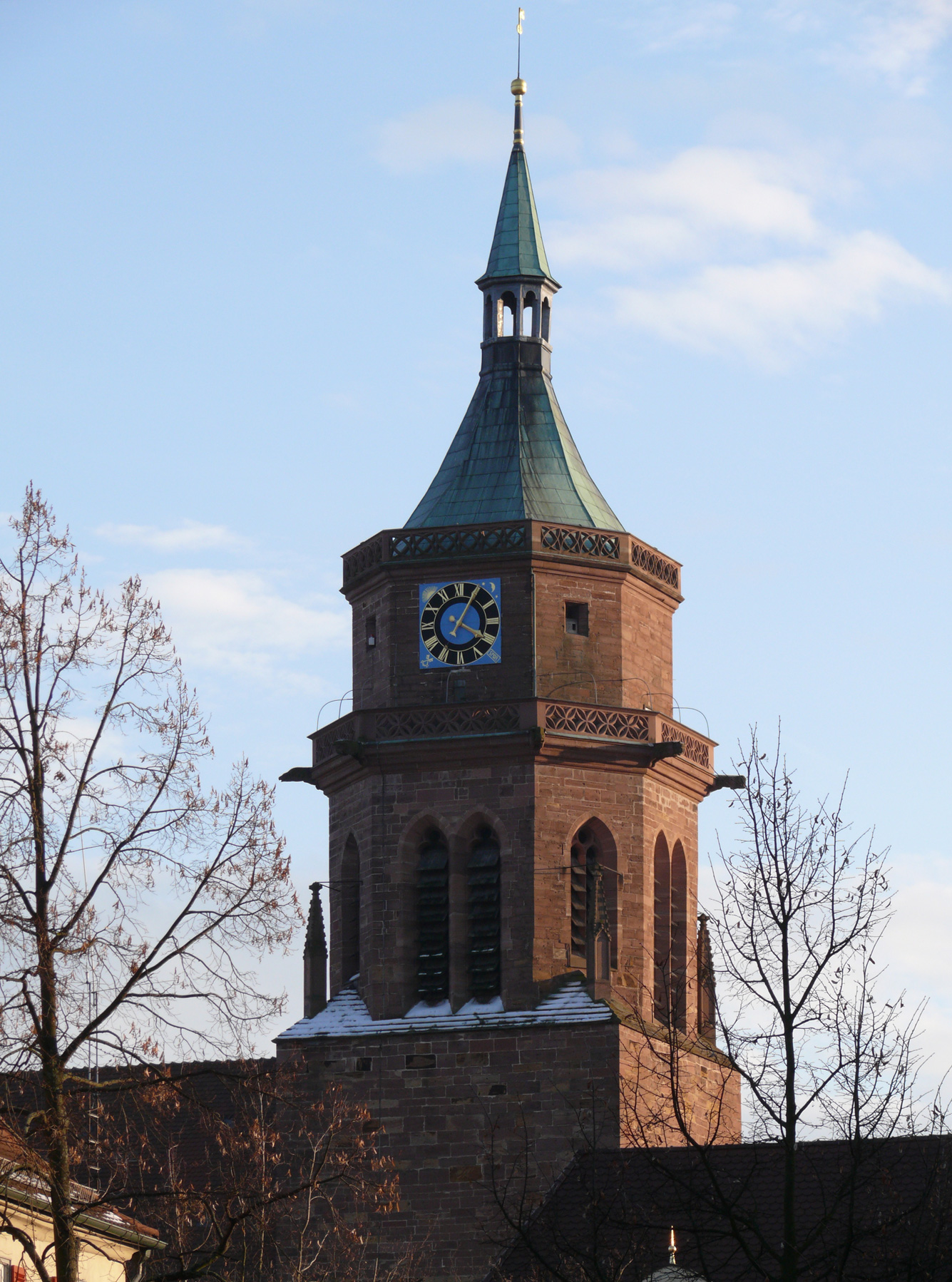
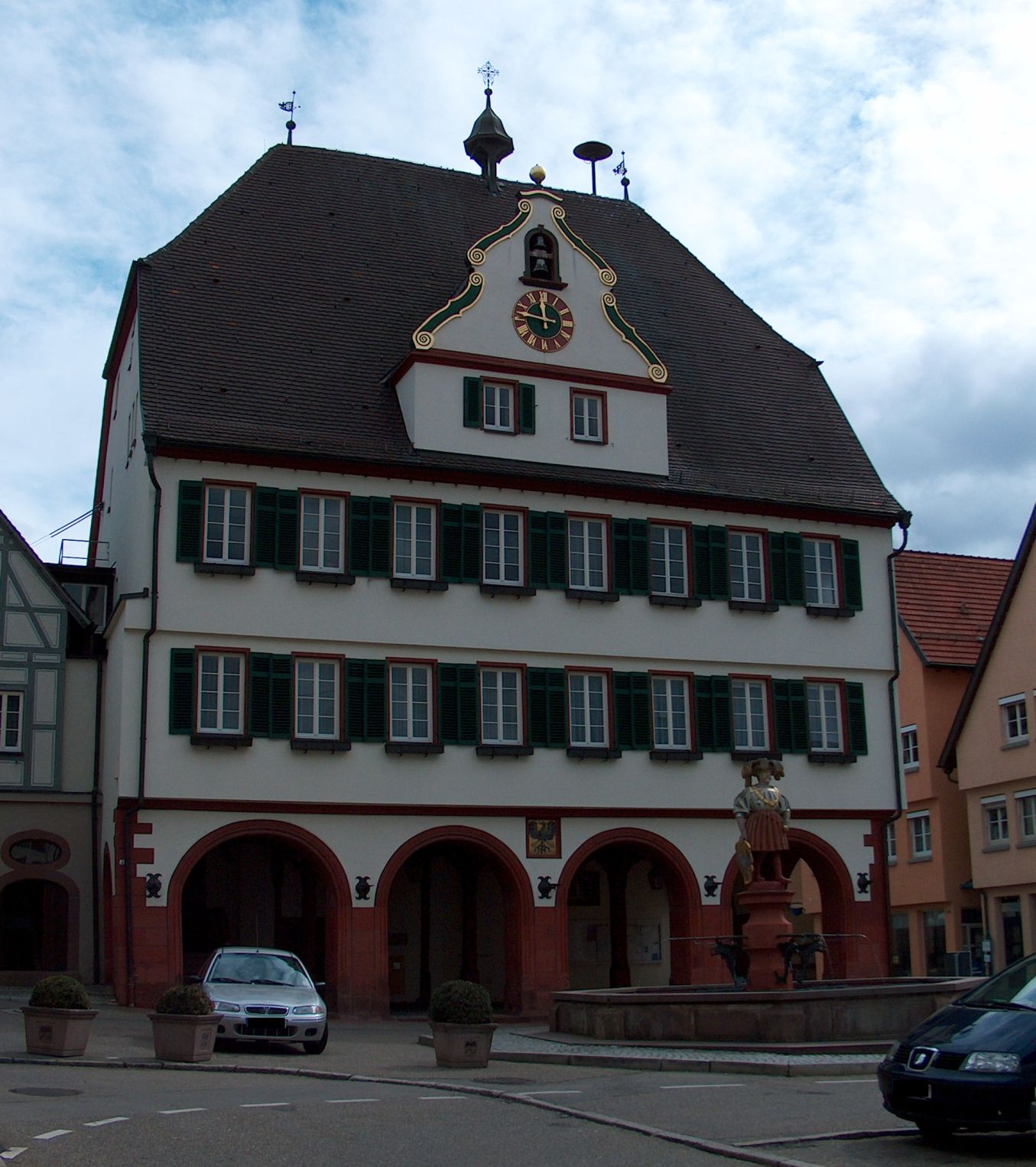
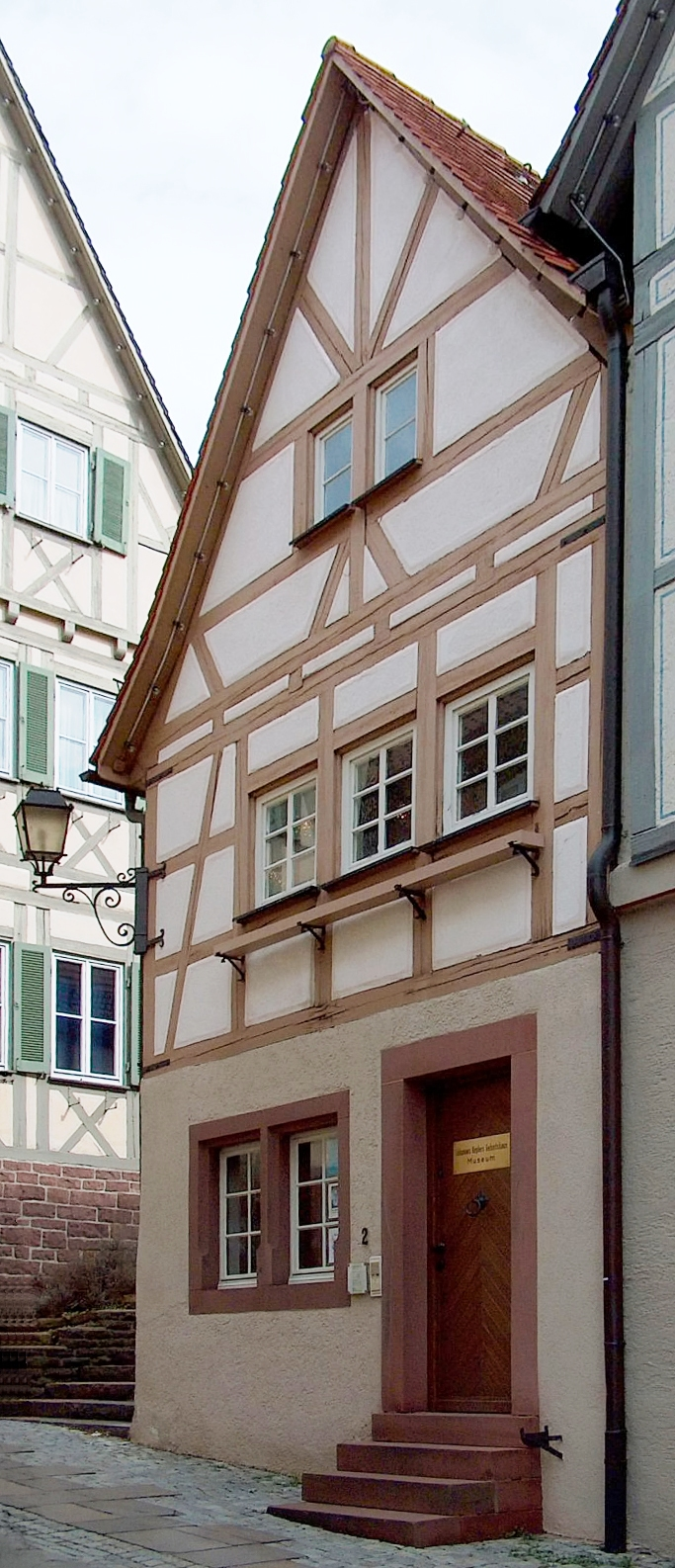
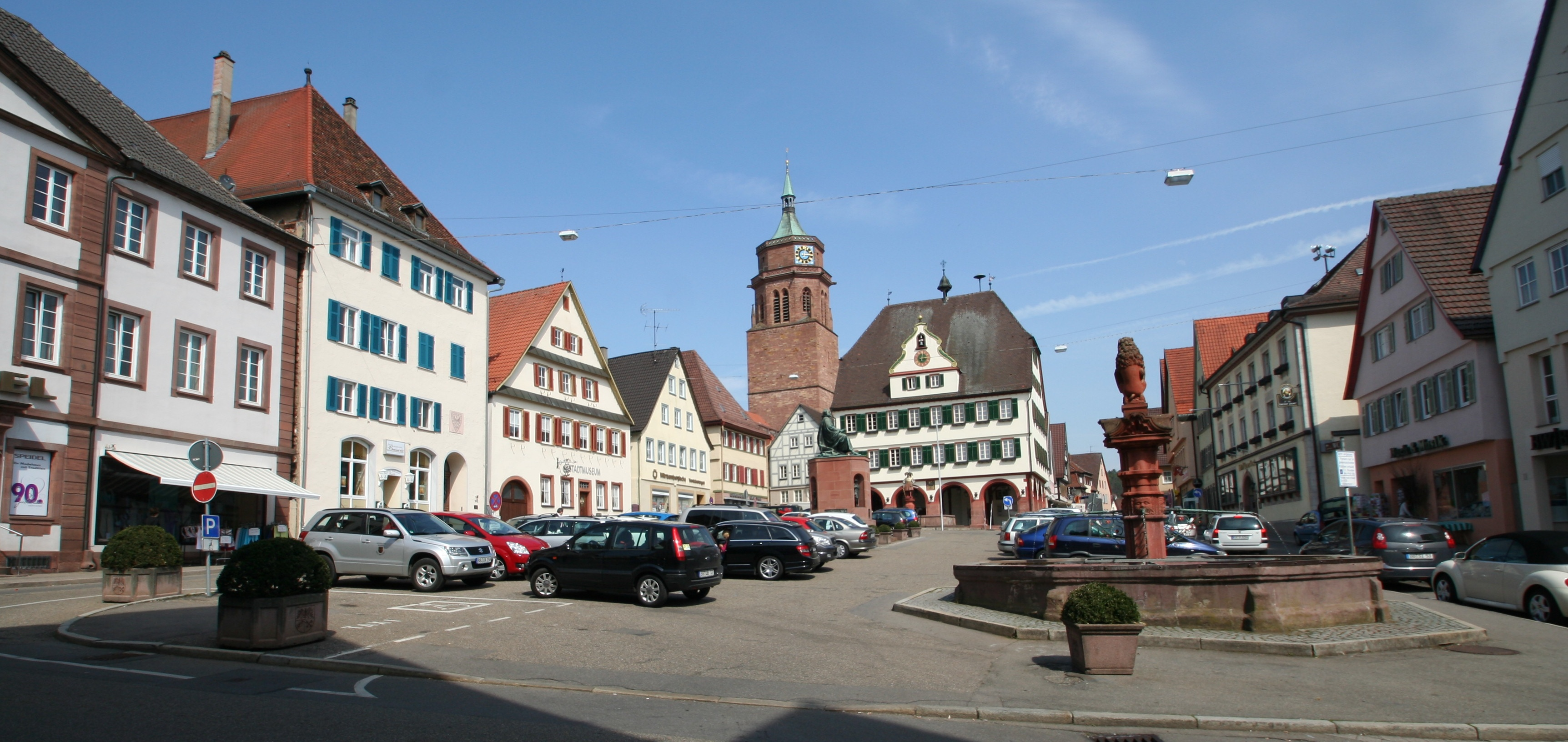

## Geboren
- Johannes Kepler (1571-1630), astronoom, astroloog en wis- en natuurkundige

Aidlingen ·
Altdorf ·
Böblingen ·
Bondorf ·
Deckenpfronn ·
Ehningen ·
Gärtringen · 
Gäufelden ·
Grafenau ·
Herrenberg ·
Hildrizhausen ·
Holzgerlingen ·
Jettingen ·
Leonberg ·
Magstadt ·
Mötzingen ·
Nufringen ·
Renningen ·
Rutesheim ·
Schönaich ·
Sindelfingen ·
Steinenbronn ·
Waldenbuch ·
Weil der Stadt ·
Weil im Schönbuch ·
Weissach